# Edermünde
Edermünde est une municipalité allemande située dans l'arrondissement de Schwalm-Eder et dans le land de la Hesse. Elle se trouve au sud-ouest de Cassel.
Elle compte 7442 habitants et a une densité de 288 hab./km2